# Rhinopias argoliba
Rhinopias argoliba är en fiskart som beskrevs av Eschmeyer, Hirosaki och Abe, 1973. Rhinopias argoliba ingår i släktet Rhinopias och familjen Scorpaenidae. Inga underarter finns listade i Catalogue of Life.